# Wuling
Wuling Motor Holdings., Ltd (кит. 五菱汽车; пиньинь Wǔlíng Qìchē) — китайский автопроизводитель, являющийся дочерней компанией Guangxi Automobile Group. Компания производит двигатели, транспортные средства специального назначения и автозапчасти. Одноимённый бренд Wuling является общим с совместным предприятием SAIC-GM-Wuling.

## История

### Liuzhou Wuling Automobile
Бренд Wuling был основан в 1982 году компанией Liuzhou Wuling Automobile с акцентом на растущий спрос на небольшие автомобили для доставки на внутреннем китайском рынке в 1980-х годах. После завершения пробной серии производства в 1982 году, бренд Wuling начал массовое производство своей первой модели, LZ110, в 1984 году. Модель являлась лицензионным клоном Mitsubishi Minicab.
Основываясь на технологиях Mitsubishi, в 1990 году бренд Wuling представил преемника LZ110 — Dragon. В 1998 году в производство была запущена модель LZW6370, являвшаяся лицензионным клоном Daihatsu Zebra.

### SAIC-GM-Wuling и Wuling Group
В 2002 году компания Wuling вступила в партнёрство с SAIC Motor и General Motors для создания совместного предприятия под названием SAIC-GM-Wuling со штаб-квартирой в Лючжоу, провинция Гуанси, Китай. Предприятие стало отвечать за производство всех последующих моделей Wuling.
В 2007 году компания Wuling Group обрела большую независимость и создала новое подразделение, специализирующееся на грузовиках и автомобилях, изготовленных по индивидуальному заказу. Это подразделение работало под брендом и логотипом Wuling. В 2015 году компания Wuling Group претерпела крупную корпоративную реструктуризацию, став корпорацией и проведя ребрендинг в Guangxi Automobile Group.

## Модельный ряд

### Китай

#### Выпускаемые модели

##### Легковые автомобили
- Xingguang[9]

##### SUV
- Xingchi
- Xingchen
- Xingyun
- Xingguang S
- Hongguang S3[10]

##### Минивэны
- Sunshine[11]
- Sunshine S
- Rongguang
- Rongguang S
- Zhengcheng
- Yangguang

- Hongguang S
- Hongguang S Classic
- Hongguang V
- Hongguang Plus
- Jiachen
- Kaijie

##### Электромобили
- Nano EV
- Air EV
- Hongguang Mini EV
- Bingo
- Bingo SUV
- Xingguang EV
- Xingguang S EV
- E10
- Hongguang EV
- Rongguang EV

##### Пикапы
- Zhengtu
- Rongguang Mini Pickup
- Longka

#### Модели, снятые с производства
- LZ110 (1984—1990)
- LZW710 (1991—1994)
- LZW6370 (1998—2003)
- Dragon (1990—2009)
- Hongtu (2007—2012)
- Hongguang S1 (2015—2017)
- Zhengcheng (2014—2017)
- 730 (2020—2021)

- Wuling Dragon
- Wuling Sunshine
- Wuling Hongtu
- Wuling Hongguang
- Wuling Hongguang S3
- Wuling Hongguang Plus
- Wuling Victory
- Wuling Hongguang Mini EV
- Wuling Xingchi
- Wuling Yangguang

### Индонезия[12][13]

#### Выпускаемые модели

##### SUV
- Alvez
- Almaz[14]

##### Электромобили
- Air EV
- Binguo EV
- Cloud EV

##### Минивэны
- Confero
- Cortez[15]

##### Фургоны
- Formo
- Formo S
- Formo Max

#### Модели, снятые с производства
- E100 (2019)
- E200 (2019)

- Wuling Cortez
- Wuling Confero
- Wuling Almaz
- Wuling Air EV